# Svenska Minerva

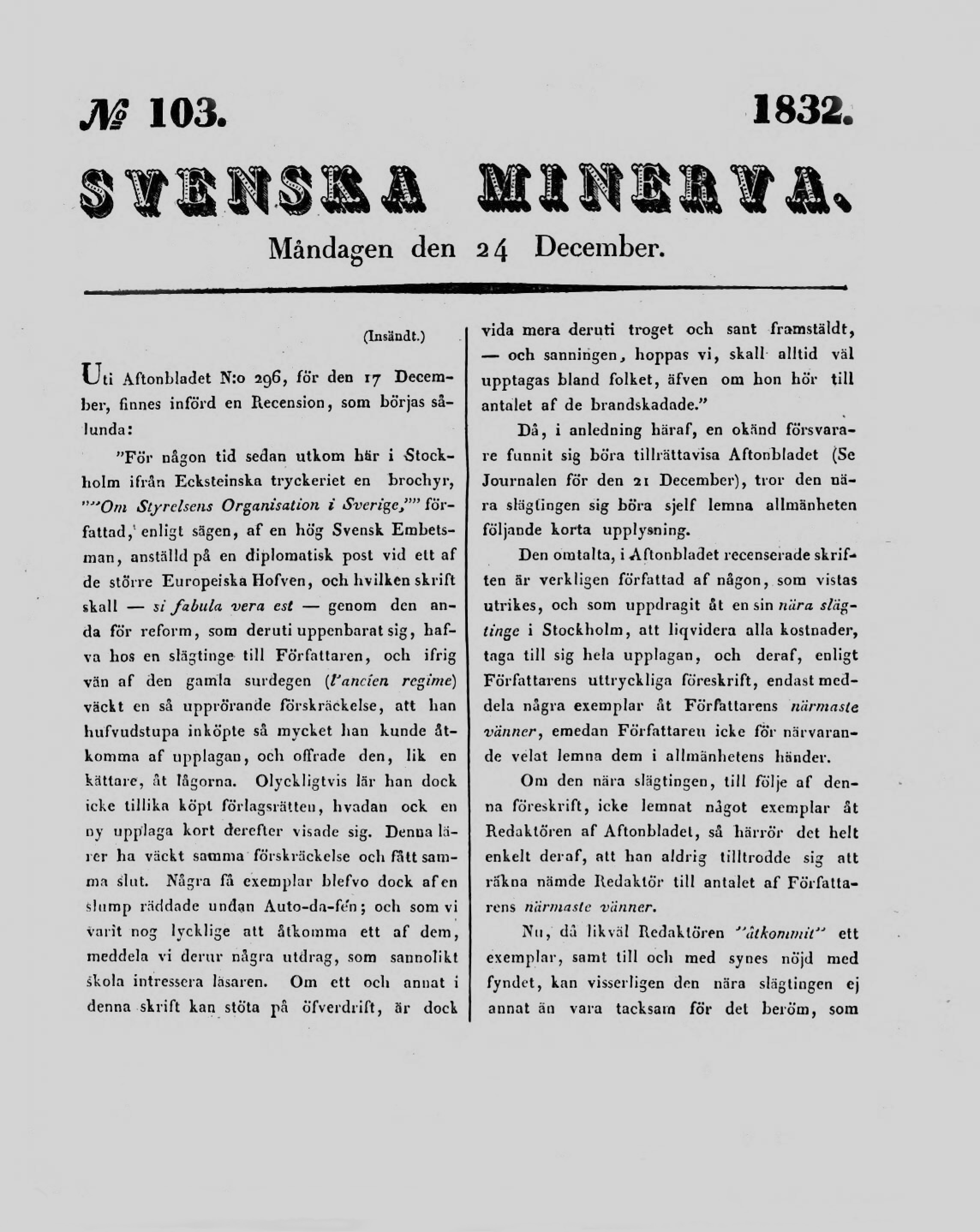
Svenska Minerva. Förstasidan av nr. 103, 1832.

Svenska Minerva var en svensk konservativ politisk tidning, utgiven i Stockholm 1830-1848 av Johan Christoffer Askelöf, som var dess ansvarige utgivare. Medarbetare var en tid Johan Johansson, liksom för övrigt artiklar fanns däri författade av Magnus Jacob Crusenstolpe, Clas Livijn, Carl Magnus Rydqvist och Johan Erik Rydqvist med flera. De första tre åren utkom av tidningen 2 gånger i veckan ett fyrsidigt nummer i tvåspaltigt kvartformat. 1834 utgavs därjämte varannan vecka ett för litteratur och konst ägnat nummer; från och med 1835 utkom tre nummer i varje vecka. Prenumerationspriset var 6 Riksdaler banco 1830-1834 och därefter 7 Riksdaler banco.